# Вулиця Качина
Ву́лиця Качина — вулиця в Дніпровському районі Києва, місцевість Воскресенські сади.

## Історія
З метою деколонізації столичної топоніміки шляхом рейтингового електронного голосування у додатку «Київ Цифровий» було обрано нову назву вулиці. Серед варіантів щодо перейменування найбільшу кількість, а саме 13 273 голоси, набрала пропозиція Качина. Нова назва пов'язана з природою місцевості, в якій пролягає вулиця.
13 липня 2023 року Київська міська рада перейменувала вулицю Травневу на вулицю Качину.